# Línea Arbatsko-Pokróvskaya (Metro de Moscú)

Trayecto de la línea Arbatsko-Pokróvskaya del Metro de Moscú.

La línea Arbatsko-Pokróvskaya (del ruso: Арба́тско-Покро́вская ли́ния), conocida como la línea 3, es una de las líneas del metro de Moscú. Cronológicamente fue la segunda en abrir, conecta el distrito de Mitino y la ciudad de Krasnogorsk al noroeste de Moscú con los suburbios del este de la capital rusa que pasa por el centro de la ciudad. Hay 22 estaciones de la línea, de 45,1 kilómetros de longitud, por lo que es la línea más larga del sistema.

## Historia
| Tramo                                                                | Inauguración             | Longitud           |
| -------------------------------------------------------------------- | ------------------------ | ------------------ |
| Kiyevskaya – Aleksandrovsky Sad separada de la línea Sokólnicheskaya | 13 de marzo de 1938      | 4 km               |
| Aleksandrovsky Sad – Kurskaya                                        | 13 de marzo de 1938      | 4 km               |
| Kurskaya – Partizanskaya                                             | 18 de enero de 1944      | 7.1 km             |
| Elektrozavodskaya                                                    | 15 de mayo de 1944       | N/A                |
| Ploshchad Revolyutsii – Kiyevskaya                                   | 5 de abril de 1953       | +3.9 km −4 km *    |
| Partizanskaya – Pervomayskaya (antigua)                              | 24 de septiembre de 1954 | 1.5 km             |
| Partizanskaya – Pervomayskaya                                        | 21 de octubre de 1961    | +3.8 km −1.5 km ** |
| Pervomayskaya – Shchyolkovskaya                                      | 22 de julio de 1963      | 1.6 km             |
| Kiyevskaya – Park Pobedy                                             | 6 de mayo de 2003        | 3.2 km             |
| Park Pobedy – Kuntsevskaya                                           | 7 de enero de 2008       | 4.9 km             |
| Kuntsevskaya – Krylatskoye separada de la línea Filyovskaya          | 7 de enero de 2008       | 4.3 km             |
| Krylatskoye – Strogino                                               | 7 de enero de 2008       | 6.6 km             |
| Slavyansky Bulvar                                                    | 7 de septiembre de 2008  | N/A                |
| Strogino – Mitino                                                    | 26 de diciembre de 2009  | 6.6 km             |
| Mitino – Pyatnitskoye Shosse                                         | 28 de diciembre de 2012  | 1.5 km             |
| Total                                                                | 22 estaciones            | 45.1 km            |

* Sigue una nueva ruta de Kiyevskaya en lugar de la vía cerrada de Aleksandrovsky Sad.
** Hasta la expansión de 1961, la estación Pervomayskaya estuvo cerrada, junto con un tramo de esa vía.

## Transbordos
| #  | Transbordo a                       | En                                           |
| -- | ---------------------------------- | -------------------------------------------- |
| 1  | Línea Sokolnicheskaya              | Arbatskaya                                   |
| 1  | Línea Zamoskvorétskaya             | Ploshchad Revolyutsii                        |
| 3  | Línea Filióvskaya                  | Arbatskaya                                   |
| 3  | Línea Filióvskaya                  | Kiyevskaya                                   |
| 3  | Línea Filióvskaya                  | Kuntsevskaya (intercambio entre plataformas) |
| 5  | Línea Koltsevaya                   | Kurskaya                                     |
| 5  | Línea Koltsevaya                   | Kiyevskaya                                   |
| 5  | Línea Kalininskaya                 | Park Pobedy (intercambio entre plataformas)  |
| 9  | Línea Serpukhovsko-Timiryazevskaya | Arbatskaya                                   |
| 10 | Línea Lyublinsko-Dmitrovskaya      | Kurskaya                                     |